# لحسن نزیف
لحسن نزیف (انگلیسی: Lahcène Nazef؛ زادهٔ ۲ سپتامبر ۱۹۷۴) بازیکن فوتبال اهل الجزایر است.
از باشگاه‌هایی که در آن بازی کرده‌است می‌توان به باشگاه فوتبال نصر حسین دای، باشگاه فوتبال مولودیه وهران، باشگاه فوتبال القبائل، و باشگاه فوتبال اتحاد الجزایر اشاره کرد.